# Lill-Backsjön
Lill-Backsjön är en sjö i Bergs kommun i Jämtland och ingår i Indalsälvens huvudavrinningsområde. Sjön har en area på 0,749 kvadratkilometer och ligger 427 meter över havet.

## Delavrinningsområde
Lill-Backsjön ingår i det delavrinningsområde (695662-143473) som SMHI kallar för Mynnar i Stor-Backsjön. Medelhöjden är 454 meter över havet och ytan är 15,97 kvadratkilometer. Det finns inga avrinningsområden uppströms utan avrinningsområdet är högsta punkten. Vattendraget som avvattnar avrinningsområdet har biflödesordning 3, vilket innebär att vattnet flödar genom totalt 3 vattendrag innan det når havet efter 308 kilometer. Avrinningsområdet består mestadels av skog (65 procent) och sankmarker (23 procent). Avrinningsområdet har 0,84 kvadratkilometer vattenytor vilket ger det en sjöprocent på 5,2 procent.